# اولگ سافرونف
اولگ آلکساندروویچ سافرونف (روسی: Олег Александрович Сафронов؛ ۱۹۳۳ — ۲۰۰۶) اَنیماتور اهل روسیه بود.